# شینسوکه شیمابوکورو
شینسوکه شیمابوکورو (انگلیسی: Shinsuke Shimabukuro؛ زادهٔ ۱۳ ژانویهٔ ۱۹۸۳) بازیکن فوتبال اهل ژاپن است.